# Teatro statale ciuvascio dell'opera e del balletto
Il Teatro dell'opera e balletto della Repubblica Ciuvascia (in russo Чувашский государственный театр оперы и балета?, in ciuvascio: Чăваш патшалăх оперăпа балет театрĕ) è un teatro di opera e balletto che si trova a Čeboksary, Repubblica Ciuvascia (Russia).
È stato fondato da Boris Semënovič Markov, che ne è stato anche il primo direttore.

## Storia
Il teatro è stato inaugurato nel 1960 con l'opera Mulino ad acqua (in ciuvascio Шывармань) di F. Vasilev. La direzione fu affidata a Boris S. Markov.
Nel 1967, l'opera Narspi, di G. Hirbyu, vinse il premio statale ChASSR; cominciò inoltre a tenere i propri concerti il Gruppo Sinfonico Statale Ciuvascio.
L'attuale denominazione del Teatro fu assunta nel 1993.